# Гранд Кейп Маунт
Гранд Кейп Маунт е окръг в Либерия. Разположен е в северозападната част на страната, граничи със Сиера Леоне и има излаз на Атлантическия океан. Столица на окръга е град Робъртспорт. Площта на окръга е 5160 км², а населението, според преброяването през 2008 г., е 127 076 души. Гъстотата на населението е 24,63 души/км². Гранд Кейп Маунт се дели на 5 района.